# Izidóra
Az Izidóra az Izidor férfinév női párja.

## Rokon nevek
Dóra

## Gyakorisága
Az 1990-es években szórványos név, a 2000-es években nem szerepel a 100 leggyakoribb női név között.

## Névnapok
- április 17.[2]
- május 11.[2]